# Singapores Grand Prix
Singapores Grand Prix är en deltävling i formel 1-VM som körs i Singapore på Marina Bay Street Circuit som ett stads- och nattlopp från och med säsongen 2008, med undantag för säsongerna 2020 och 2021 då loppet ställdes in. Singapores Grand Prix var det första stadsloppet i Asien och det första nattloppet i F1. Premiärloppet kördes den 28 september 2008.

## Vinnare Singapores Grand Prix
| År   | Bana       | Förare            | Konstruktör      |
| ---- | ---------- | ----------------- | ---------------- |
| 2023 | Marina Bay | Carlos Sainz, Jr. | Ferrari          |
| 2022 | Marina Bay | Sergio Pérez      | Red Bull Racing  |
| 2021 | Kördes ej  | Kördes ej         | Kördes ej        |
| 2020 | Kördes ej  | Kördes ej         | Kördes ej        |
| 2019 | Marina Bay | Sebastian Vettel  | Ferrari          |
| 2018 | Marina Bay | Lewis Hamilton    | Mercedes         |
| 2017 | Marina Bay | Lewis Hamilton    | Mercedes         |
| 2016 | Marina Bay | Nico Rosberg      | Mercedes         |
| 2015 | Marina Bay | Sebastian Vettel  | Ferrari          |
| 2014 | Marina Bay | Lewis Hamilton    | Mercedes         |
| 2013 | Marina Bay | Sebastian Vettel  | Red Bull-Renault |
| 2012 | Marina Bay | Sebastian Vettel  | Red Bull-Renault |
| 2011 | Marina Bay | Sebastian Vettel  | Red Bull-Renault |
| 2010 | Marina Bay | Fernando Alonso   | Ferrari          |
| 2009 | Marina Bay | Lewis Hamilton    | McLaren-Mercedes |
| 2008 | Marina Bay | Fernando Alonso   | Renault          |